# DPI-287
DPI-287 je lek koji se koristi u naučnim istraživanjima. On je visoko selektivni agonist δ-opioidnog receptora, koji uzrokuje konvulzije u manjoj meri nego drugi članovi ove familije. On ima antidepresivno dejstvo.

## Literatura
1. ↑  Jutkiewicz EM (2006). „The antidepressant -like effects of delta-opioid receptor agonists”. Molecular interventions. 6 (3): 162—9. PMID 16809477. doi:10.1124/mi.6.3.7.

|  | Molimo Vas, obratite pažnju na važno upozorenje u vezi sa temama iz oblasti medicine (zdravlja). |